# Linkenau
Linkenau ist eine Wüstung im Gebiet von Stadt Wehlen im Landkreis Sächsische Schweiz-Osterzgebirge, Sachsen. 

## Geographie
Die Wüstung Linkenau liegt im Tal der Elbe am rechten Ufer des Flusses. Dem Digitalen Historischen Ortsverzeichnis von Sachsen zufolge befindet sie sich westlich von Stadt Wehlen in der Flur des Ortsteils Zeichen. Andere Quellen verorten die Wüstung östlich von Stadt Wehlen: Auf der Großen Karte der Sächsischen Schweiz von Rolf Böhm bezeichnet Linkenau die Häuser an der Hofewiese unterhalb des Schwarzen Bergs und der Weißen Brüche. An gleicher Stelle verzeichnet die Topographische Karte Kurort Rathen, Hohnstein des sächsischen Staatsbetriebs Geobasisinformation und Vermessung den historischen Flurnamen Linckenau.

## Geschichte
Das Vorhandensein einer Wüstung nehmen Forscher aufgrund alter Erwähnungen von Linkenau an. So finden sich 1484 „die wesen und baumgarten zu Linckenaw“ und 1568 geht es um eine Örtlichkeit „an der Linckenauer wiesen“. Der Ortsname ist deutschen Ursprungs und setzt sich aus zwei Teilen zusammen. Der erste Teil leitet sich wohl vom mittelhochdeutschen linc, lenk für ‚links, linkisch, links liegengelassen‘ ab, der zweite Teil -au bezieht sich auf die Lage in der Flussaue. Möglicherweise bedeutet der Ortsname demnach „Siedlung an ärmlicher Stelle in der Elbaue“. Wann der Ort wüstgefallen ist, ist nicht bekannt.